# تبرماهی‌های کوچک
تبرماهی‌های کوچک  (نام علمی: Carnegiella) نام یک سرده از تیره تبرماهی آب شیرین است.

## گونه‌ها
چهار گونه در این سرده شناخته شده است:
- تبرماهی باله‌سیاه G. S. Myers, ۱۹۲۷ (Blackwing hatchetfish)
- تبرماهی ریزه Fernández-Yépez, ۱۹۵۰ (Pygmy hatchetfish)
- Carnegiella schereri Fernández-Yépez, ۱۹۵۰ (Dwarf hatchetfish)
- تبرماهی مرمری (آلبرت گونتر, ۱۸۶۴) (Marbled hatchetfish)